# おおすみ型輸送艦 (初代)
おおすみ型輸送艦（英語: Ōsumi-class tank landing ship）は、海上自衛隊が運用していた輸送艦の艦級。アメリカ海軍からLST-542級戦車揚陸艦（LST-1級最後期型）3隻の供与を受けて再就役させたものである。
なお供与当初は揚陸艦と類別されていたが、1971年4月1日に艦種呼称は変更された。

## 供与に至る経緯
海上自衛隊の揚陸艦艇部隊は、まず1955年（昭和30年）2月15日、日米MSA協定に基づいてアメリカ海軍より機動揚陸艇（LCM）29隻の供与を受け、舟艇隊を設置したことを端緒とする。その後、同年3月には汎用揚陸艇（LCU）6隻、1957年（昭和32年）7月にはLSM-1級中型揚陸艦1隻の供与を受けて、それぞれ舟艇隊に編入していった。
しかし、これらはいずれも小型で輸送・揚陸能力は限定的であり、また航洋性も欠いていた。このことから、海上自衛隊ではかねてから海上作戦輸送用として揚陸艦（LST）の必要性を認めており、昭和34年（1959年）度に3隻の貸与を要請した結果、36年（1961年）度で3隻の取得が実現することになった。これが本型であり、日米MSA協定に基づいて、アメリカ合衆国でモスボール保管されていたLST-542級戦車揚陸艦3隻が供与されたものである。

## 設計
LST-542級は、LST-1級戦車揚陸艦の最後期建造型であり、前期型をもとに艦橋を1層増設するとともに機銃を増備したことで排水量が増大し、また後期型と比して造水能力強化によって載貨量が1,900トンに減少したものとなっている。ただし「おおすみ」は、供与の時点では他の2隻より艦橋が1層低く、1961年末または1962年前半に改修工事を行って増設した。
主機はゼネラルモーターズ（GM）社のV型12気筒・2サイクル式ディーゼルエンジンであるGM12-567ATLを搭載したとされる。ただし「しれとこ」のみGM12-278Aを搭載したとする資料もある。

## 装備
供与時、「おおすみ」は非武装だったが、「しもきた」「しれとこ」は前後に水冷式の60口径40mm連装機関砲とMk.51方位盤を装備していた。また「おおすみ」も、回航後に、国内にあった在庫と思われる陸軍式・空冷式のM1 60口径40mm単装機関砲を前後に搭載したが、方位盤は設置しなかった。
供与時には、対水上捜索用のレーダーとしてSO-2を設置していたが、後に国産のOPS-4に換装した。
LST-1級は元々は艦橋構造物両脇にダビットを設置してLCVPを1隻ずつ搭載するのが通常であったが、後には艦橋構造物前方および艦首にも2基ずつを設置する艦も登場しており、海自への供与分でも「おおすみ」ではこのような構成となっている。搭載艇は、供与時にはLCVP各1隻であったが、1962年5月1日に交通船として使われていたLCVP 3隻（交通船2030号・2043号・2044号）を除籍して本型の搭載艇とし、1艦あたり2隻となった。1968年には、「おおすみ」で使われていない4基のダビットのうち最前部の2基が撤去された。

## 同型艦

### 一覧表
| アメリカ海軍 | アメリカ海軍                                  | アメリカ海軍                    | アメリカ海軍   | アメリカ海軍    | アメリカ海軍   | 海上自衛隊 | 海上自衛隊 | 海上自衛隊    | 海上自衛隊     | その後                                  |
| #            | 艦名                                          | 建造                            | 起工           | 就役            | 除籍           | #          | 艦名       | 供与          | 除籍           | その後                                  |
| ------------ | --------------------------------------------- | ------------------------------- | -------------- | --------------- | -------------- | ---------- | ---------- | ------------- | -------------- | --------------------------------------- |
| LST-689      | ダゲット・カウンティ USS Daggett County       | ジェファーソンビル ・ボート機械 | 1944年 1月11日 | 1944年 5月2日   | 1946年 3月     | LST-4001   | おおすみ   | 1961年 4月1日 | 1974年 3月30日 | アメリカへ返還後、 フィリピン海軍へ供与 |
| LST-835      | ヒルズデール・カウンティ USS Hillsdale County | アメリカン橋梁                  | 1944年 9月6日  | 1944年 11月20日 | 1946年 1月     | LST-4002   | しもきた   | 1961年 4月1日 | 1975年 3月31日 | アメリカへ返還後、 フィリピン海軍へ供与 |
| LST-1064     | ナンスモンド・カウンティ USS Nansemond County | ベスレヘム製鋼 ヒンガム造船所   | 1945年 1月9日  | 1945年 3月12日  | 1946年 8月21日 | LST-4003   | しれとこ   | 1961年 4月1日 | 1976年 3月31日 | アメリカへ返還後、 フィリピン海軍へ供与 |

### 運用史
供与に先立ち、まず1960年6月8日から22日にかけて井上団平1佐を長とする調査団6名がオレゴン州アストリアに派遣され、3隻の状態や日本への回航の所要人員・日数などを確認した。12月20日には下舞忠1佐を指揮官とする回航隊が編成され、翌年には、既に購入されていた同型艦である掃海母艦「はやとも」を用いた訓練なども行われた。
1961年3月10日に回航隊長ほか4名が空路で渡米したのに続いて、本隊も海路で渡米し、3月19日にアストリアに到着、直ちにモスボールの解除と再就役の準備に取り掛かった。同地には西ドイツやインドネシア海軍からもLSTの回航要員が派遣されて来ていたが、これらの国は再就役準備作業の多くを民間業者に頼っていたのに対し、当時の日本は外貨準備高が少なかったことから、海自では経費節減のため極力隊員の手で行うようにした。
4月1日には3隻の引渡式が行われ、同日付で第1揚陸隊が編成された。3隻とも5月中旬までに艦内諸試験を終わり、同地で世話になった米海軍関係者、市長、日系人等を招いてのお別れパーティーののち5月31日に出港、6月4日から8日までシアトルに寄港して慣熟訓練および部品補給を行ったのち、6月19日に真珠湾に入港した。同地では、旧日本海軍の特殊潜航艇（甲標的）1隻を受領、「しれとこ」の上甲板に搭載し、日本に輸送した。回航隊は6月24日に真珠湾を出港、7月10日に横須賀へ入港して任務を終了した。
第1揚陸隊は、編成当初は横須賀地方隊の隷下にあったが、1962年5月1日に自衛艦隊に編入された。また1971年4月1日に第1輸送隊と改称された。同隊は1962年の三宅島噴火、1965年の大島大火への人道援助・災害派遣に活躍したほか、1972年には沖縄返還に伴う米ドルから日本円への通貨切替に対応するための現金輸送にも用いられた。
また「しれとこ」は、1962年には上甲板を補強し、南極地域観測隊用のS-61Aヘリコプターの訓練に供されたほか、1967年には、さらにヘリコプター搭載護衛艦に装備予定であったカナダ製の着艦支援・拘束装置であるベアトラップ・システムを搭載して試験を行った。この実績が評価されて、同システムは以後のヘリコプター搭載護衛艦の標準装備となった。